# João Mário (Fußballspieler, Januar 1993)
João Mário (* 19. Januar 1993 in Porto; voller Name João Mário Naval da Costa Eduardo) ist ein portugiesischer Fußballspieler.

## Karriere

### Im Verein
João Mário spielte als Jugendlicher zunächst in seiner Heimatstadt für den FC Porto, ehe er ab 2004 in der Jugendakademie von Sporting Lissabon ausgebildet wurde. Am 14. Dezember 2011 gab er in der Gruppenphase der UEFA Europa League als Einwechselspieler sein Profidebüt im Rahmen einer 0:2-Niederlage gegen Lazio Rom. In der Saison 2012/13 kam er weiterhin hauptsächlich in der B-Mannschaft des Vereins zum Einsatz. Am 10. Februar 2013 wurde er jedoch erstmals auch in der Primeira Liga eingesetzt. Nachdem er in der Vorrunde der Spielzeit 2013/14 keine weiteren Einsatzzeiten im A-Kader hatte sammeln können, wechselte er zur Rückrunde auf Leihbasis zum Erstligakonkurrenten Vitória Setúbal. Dort war er umgehend Stammspieler und bestritt 15 Ligaspiele. Zur Saison 2014/15 kehrte er zu Sporting zurück. 
Zur Saison 2016/17 wechselte João Mário in die Serie A zu Inter Mailand. Am 26. Januar 2018 gab der Verein die Leihe João Marios zu West Ham United bekannt. In der Saison 2018/19 spielte er wieder für Inter Mailand. Anschließend führten ihn zwei weitere Leihgeschäfte zu Lokomotive Moskau und zurück zu Sporting Lissabon. Zur Spielzeit 2021/22 wechselte João Mário zum Lokalrivalen Benfica Lissabon. Im September 2024 wurde er an Beşiktaş Istanbul verliehen.

### In der Nationalmannschaft
João Mário bestritt über 70 Länderspiele für Portugals Nachwuchsnationalteams. Er nahm an der U-17-Europameisterschaft 2010, der U-19-Europameisterschaft 2012, der U-21-Europameisterschaft 2015 sowie 2013 am Turnier von Toulon und der U-20-Weltmeisterschaft teil. Am 11. Oktober 2014 debütierte er unter Nationaltrainer Fernando Santos im Rahmen eines Freundschaftsspiels gegen Frankreich in der A-Nationalmannschaft.
Bei der Europameisterschaft 2016 war er Teil des portugiesischen Kaders. Bis auf das zweite Gruppenspiel gegen Österreich, in dem er erst in der Schlussphase eingewechselt wurde, stand er immer in der Startelf. Er war einer von fünf Spielern im Kader, die in allen sieben Turnierpartien zum Einsatz kamen. Das Team erreichte das Finale und wurde durch einen 1:0-Sieg nach Verlängerung gegen Gastgeber Frankreich zum ersten Mal Europameister.
Im Mai 2023 gab er seinen Rücktritt aus der Nationalmannschaft bekannt.

## Erfolge
Nationalmannschaft
- Europameister: 2016
- UEFA-Nations-League-Sieger: 2018/19

Im Verein
- Portugiesischer Meister: 2020/21, 2022/23
- Portugiesischer Pokalsieger: 2014/15
- Portugiesischer Supercupsieger: 2015, 2023